# Simon Huw Jones

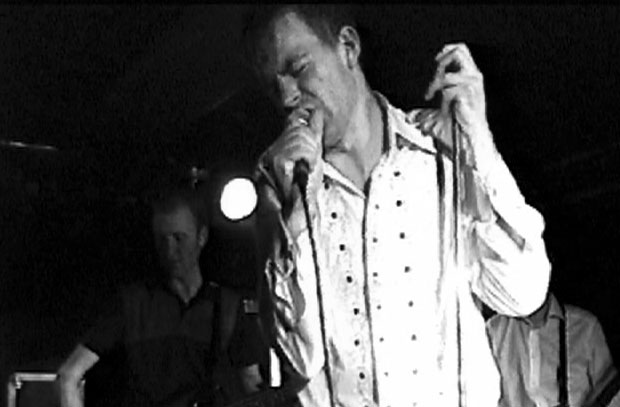
Simon Huw Jones bei einem Auftritt in Dortmund (Mai 1998)

Simon Huw Jones oder Simon Jones (* 1. Juni 1960 in Birmingham) ist ein britischer Musiker, Sänger und Fotograf.

## Biografie
Simon Huw Jones wuchs in Inkberrow, einem kleinen Dorf in der Grafschaft Worcestershire auf, wo er mit Nick und Graham Havas und seinem Bruder Justin Jones die Post-Punk-Band And Also the Trees, der er bis heute als Sänger vorsteht, gründete.
Daneben besuchte er die Kunsthochschule, wo er sich der Fotografie widmete. Anschließend besuchte er eine Fotografie-Schule, obgleich er zu dem Zeitpunkt schon als Fotografen-Assistent tätig war. Danach arbeitete er vier Jahre als kommerzieller Fotograf. Darin fand er jedoch keine Erfüllung und machte für viele Jahre keine Fotoaufnahmen mehr. Simon Huw Jones widmete sich in erster Line den And Also the Trees. Später arbeitete er dann wieder als Fotograf, allerdings als freier und künstlerischer.
Erst im Jahr 1996, nachdem er mit seiner damaligen Freundin und jetzigen Frau eine Reise durch Indien unternahm und sich dort sozial engagierte und die ihn zu Fotoaufnahmen inspirierte, machte Simon Huw Jones seine erste öffentliche Foto-Ausstellung. Außerdem zieren Jones Fotografien einige Single- und EP-Cover seiner Band.
Des Weiteren gründete er mit dem Musiker Bernard Trontin, der unter anderem Schlagzeug bei den Young Gods spielt, das electronica- und ambientlastige Projekt November. Unter demselben Namen veröffentlichten sie 2006 auch ein Album.

## Diskografie

### Mit November
- 2006: November – November (Gesang, Texte), (Shayo)
- 2019: November – November 2nd (Worte, Stimme), (Gentlemen Recordings)

### Beiträge, Gastmusiker
- 2011: Lena Fennell – Nauticus (Lieder Nauticus & Forgot The Silence, Gesang), (Irascible Distribution)
- 2011: Goodbye Ivan – Ten Inch Interval (Track The Visit (Anxiolytikk), Texte und Gesang), (Shayo)
- 2012: Various Artists – Last Summer (Track The Lockkeeper's Cottage, Gesang), (Les Disques du 7ème Ciel)
- 2012: Olivier Mellano – How We Tried A New Combination Of Notes To Show The Invisible Or Even The Embrace Of Eternity (CD 2-1 to CD 2-4, Stimme), (Naive)